# Platylabus rubristernatus
Platylabus rubristernatus är en stekelart som beskrevs av Heinrich 1962. Platylabus rubristernatus ingår i släktet Platylabus och familjen brokparasitsteklar. Inga underarter finns listade i Catalogue of Life.